# 운동학 (물리학)
물리학 및 공학에서 운동학(kinetics)은 운동과 그 원인, 특히 힘과 토크 간의 관계를 다루는 고전 역학의 한 분야이다. 20세기 중반 이후로 물리학 교과서에서는 "동역학"(dynamics) 또는 "분석 동역학"(analytical dynamics)이라는 용어가 "운동학"(kinetics)을 대체했지만 이 용어는 여전히 공학에서 사용된다.

## 같이 보기
- 역학
- 분석 동역학
- 동역학
- 운동학
- 운동학 (운동생리학)